# Hibiscus lobatus
Hibiscus lobatus es un arbusto perennifolio perteneciente a la familia  Malvaceae. Es originaria de las regiones tropicales y subtropicales de Asia, África y Madagascar.

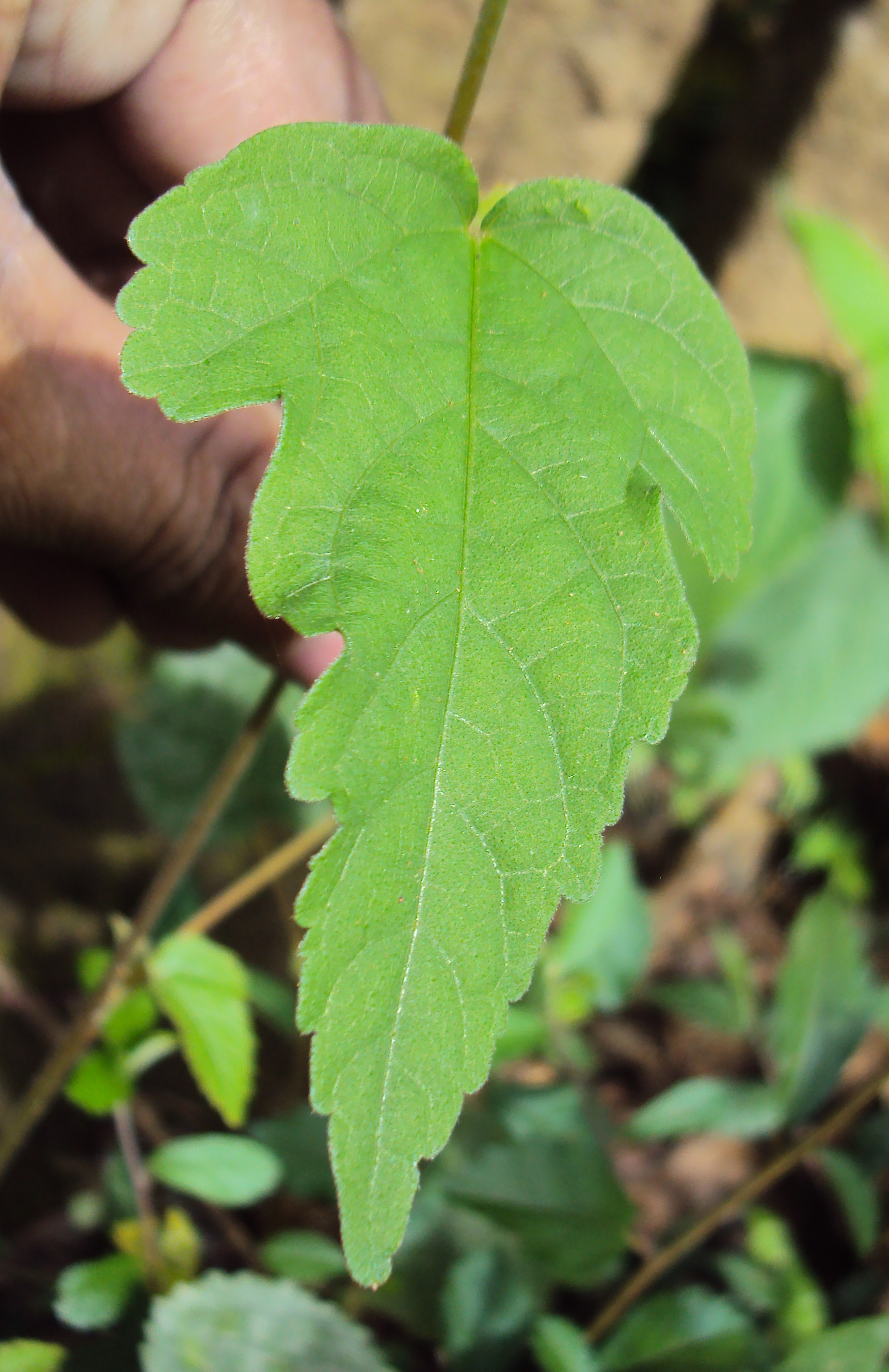
Hoja

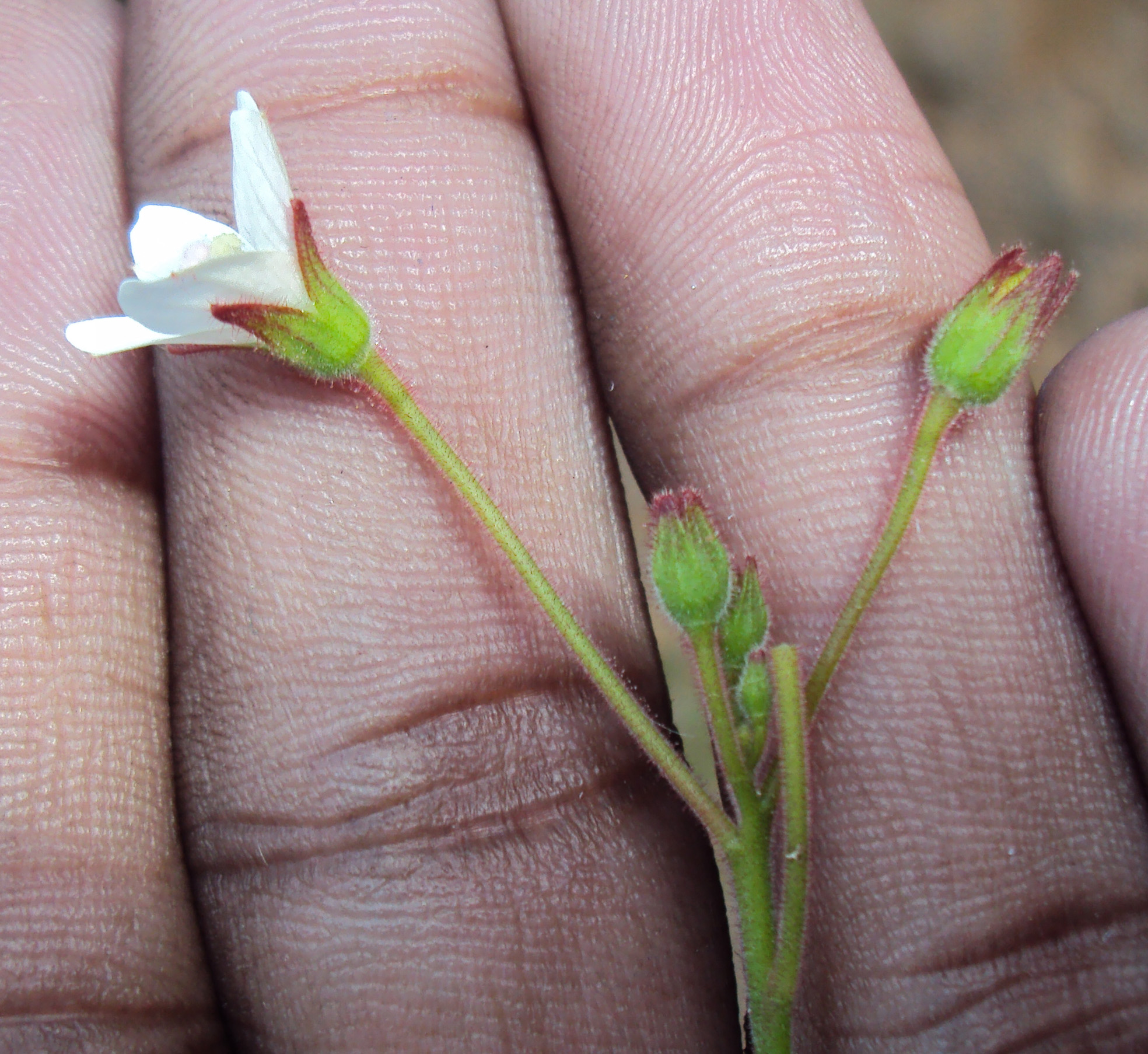
Detalle

## Descripción
Son plantas herbáceas caducifolias que alcanzan los 50-130 cm de altura. Los tallos jóvenes son pilosos. Las hojas ampliamente ovadas en casi todo su contorno, tienen 12 × 10 cm de longitud, hay diversas formas desde no lobuladas a profundamente 3-5- lobuladas en la misma planta, por lo general pubescentes en ambas superficies con pelos más largos simples en las venas por encima y por debajo los pelos estrellados. Las flores en inflorescencias terminales de color blanco a amarillo pálido, de 1-2 cm de diámetro. El fruto es una cápsula oblongo- elipsoide de 10 × 7 mm, pubescente, carpelos barbados. Semillas verrugosas.

## Taxonomía
Hibiscus lobatus fue descrita por (Murr.) Kuntze y publicado en Revisio Generum Plantarum 3(3): 19. 1898.
Etimología
Hibiscus: nombre genérico que deriva de la palabra griega: βίσκος ( hibískos ), que era el nombre que dio Dioscórides (40-90 d. C.)  a Althaea officinalis.
lobatus: epíteto latíno que significa "lobulada"
Sinonimia
- Hibiscus solandra L'Hér.
- Solandra lobata Murr.
- Hibiscus abyssinicus Steud. (1840)
- Laguna abyssinica Hochst. ex A.Rich.
- Hibiscus ochroleucus Baker (1882)
- Hibiscus parkeri Baker (1882)[4]